# Nicrophorus humator
Nicrophorus humator é uma espécie de insetos coleópteros polífagos pertencente à família Silphidae.
A autoridade científica da espécie é Gleditsch, tendo sido descrita no ano de 1767.
Trata-se de uma espécie presente no território português.